# Neotelphusa traugotti
Neotelphusa traugotti is een vlinder uit de familie tastermotten (Gelechiidae). De wetenschappelijke naam is voor het eerst geldig gepubliceerd in 2001 door Huemer & Karsholt.
De soort komt voor in Europa.